# Sanicula odorata
Sanicula odorata är en flockblommig växtart som först beskrevs av Constantine Samuel Rafinesque, och fick sitt nu gällande namn av Kathleen M. Pryer och Phillippe. Sanicula odorata ingår i släktet sårläkor, och familjen flockblommiga växter. Inga underarter finns listade i Catalogue of Life.

## Bildgalleri

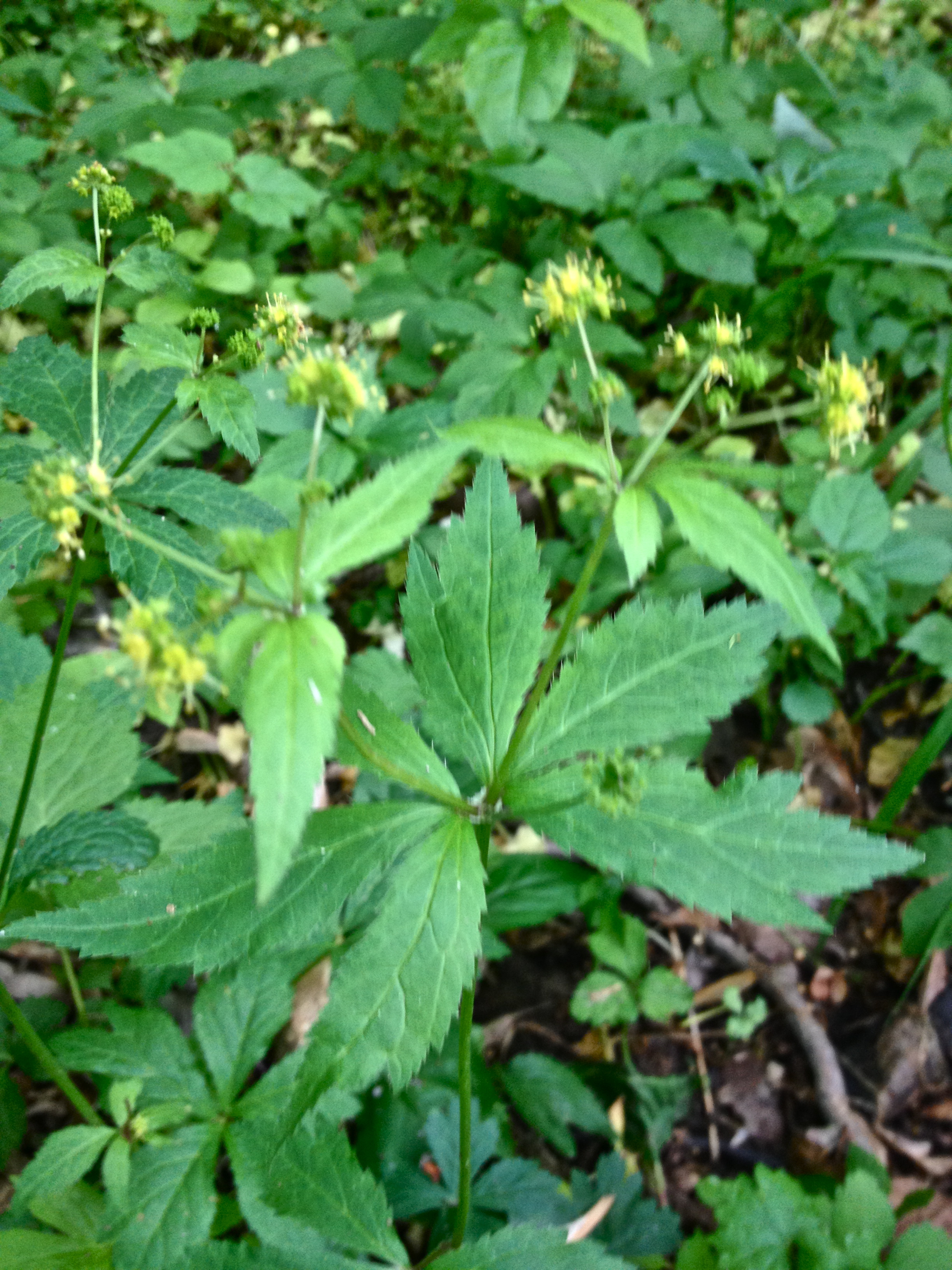